# (48575) Hawaii
(48575) Hawaii ist ein im Hauptgürtel gelegener Asteroid, der am 4. Juli 1994 vom japanischen Astronomen Akimasa Nakamura am Kuma-Kōgen-Observatorium (IAU-Code 360) in der Präfektur Ehime auf der Insel Shikoku entdeckt wurde.
Der Asteroid wurde am 28. September 2004 nach der Inselkette Hawaii benannt, die im Pazifik liegt und der 50. Bundesstaat der USA ist. Hawaii, auch Big Island genannt, ist gleichzeitig der Name der größten Insel des Archipels.